# Доња Лакавица
Доња Лакавица или Лакавица (Микроклисура) је насељено место у општини Зрново у периферији Источна Македонија и Тракија, Грчка. Према попису из 2021. године било је 72 становника.
Према бугарском географу и историчару, Василу Канчову, у Доњој Лакавици је 1900. године живело 250 Словена муслимана. Године 1923. муслиманско становништво је принудно исељено у Турску а на њихово место је насељено 63 грчких избегличких породица, којих је било на попису из 1928. године 219.